# Neutral Milk Hotel

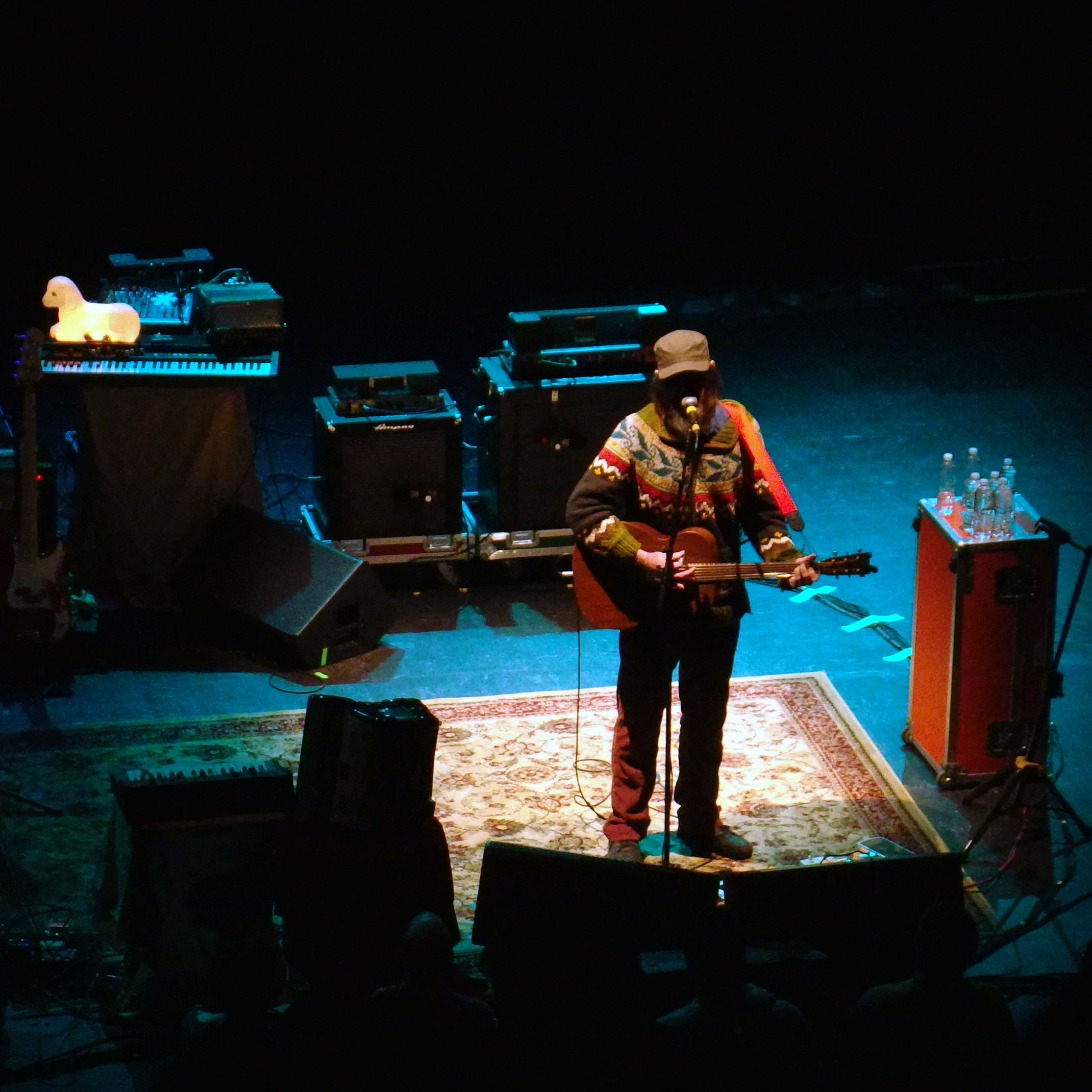
Jeff Mangum in Boston 2014

Neutral Milk Hotel war eine US-amerikanische Indie-Rock-Band. Die Gruppe um den Sänger und Songwriter Jeff Mangum veröffentlichte in den 1990er Jahren zwei Alben und zwei EPs. Mangum selbst beschrieb den Stil der Band einmal als Fuzz-Folk. Ihre Musik beeinflusste eine Reihe von Bands wie Arcade Fire oder The Decemberists.

## Geschichte
Die Gruppe entwickelte sich aus dem Musikerkollektiv Elephant Six. Ihr erstes Album, On Avery Island, veröffentlichten Neutral Milk Hotel 1996 bei Merge Records.
Größere Bekanntheit erhielt die Band durch das Album In the Aeroplane Over the Sea (1998), das von den Kritikern gefeiert wurde und oftmals als ein Klassiker des Indie-Rocks angesehen wird. Nachdem das Album sich konstant gut verkaufte und zeitweise nur schwer zu bekommen war, wurde es im Jahr 2005 von Domino Records wiederveröffentlicht.
Nach dem Veröffentlichen des Albums und einem Jahr ausgiebigen Tourens zog sich Jeff Mangum aus der Öffentlichkeit zurück. Die meisten Mitglieder von Neutral Milk Hotel, die sich nie offiziell aufgelöst haben, arbeiteten in anderen Projekten weiter zusammen. Seit dem Jahr 2010 hat Mangum vereinzelt Soloauftritte, in denen er auch immer wieder Lieder der Band spielte.
Im April 2013 gab Neutral Milk Hotel ihre Wiedervereinigung für eine Herbsttour im selben Jahr bekannt. Im Jahr 2015 erfolgte die neuerliche Auflösung der Band.

## Diskografie

### Alben
- 1996: On Avery Island (Merge)
- 1998: In the Aeroplane Over the Sea (Merge / Domino 2005, UK: Silber)[2]

### EPs und Singles
- 1994: Everything Is (EP; Cher Doll Records)
- 1998: Holland, 1945 (Single; Blue Rose Records)
- 2011: Ferris Wheel on Fire (Neutral Milk Hotel Records)